# Gordon (Georgia)
Gordon város az USA Georgia államában. Lakosainak száma 1783 fő (2020. április 1.).

## Története
Gordont 1843-ban alapították a Central of Georgia vasútvonal állomásaként. A várost William Washington Gordon vasúti tisztviselőről nevezték el.

## Népesség
A település népességének változása:
| Lakosok száma | 2152 | 2017 | 1783 |
|               | 2000 | 2010 | 2020 |